# Classe E (sommergibile Stati Uniti)
La classe E fu una classe di sommergibili statunitensi progettata per la difesa costiera e portuale in funzione antisommergibile, composta da due unità entrate in servizio nel 1912; allo scoppio della prima guerra mondiale i battelli vennero usati per addestramento del personale, per poi essere radiati dal servizio attivo nel 1921.
I sommergibili di questa classe furono i primi propulsi da motori diesel: essi erano conosciuti come "pig boats" a causa della forma dei quartieri dell'equipaggio e dello scafo. La E classe venne usata, inoltre, per prove di valutazione di nuove tattiche e di nuovo equipaggiamento.
La classe E venne rapidamente sopravanzata da sottomarini più capaci di tipo oceanico; la classe fu ritirata dal servizio nel 1921 in ottemperanza al trattato navale di Washington.

## Unità
| Nome    | Impostazione     | Varo           | Entrata in servizio | Destino finale                                                                               |
| ------- | ---------------- | -------------- | ------------------- | -------------------------------------------------------------------------------------------- |
| USS E-1 | 22 dicembre 1909 | 27 maggio 1911 | 14 febbraio 1912    | radiato per obsolescenza il 22 ottobre 1921, venduto per la demolizione nell'aprile del 1922 |
| USS E-2 | 22 dicembre 1909 | 16 giugno 1911 | 14 febbraio 1912    | radiato per obsolescenza il 20 ottobre 1921, venduto per la demolizione nell'aprile del 1922 |